# Thecla emessa
Thecla emessa är en fjärilsart som beskrevs av William Chapman Hewitson 1867. Thecla emessa ingår i släktet Thecla och familjen juvelvingar. Inga underarter finns listade i Catalogue of Life.